# Casa comunal

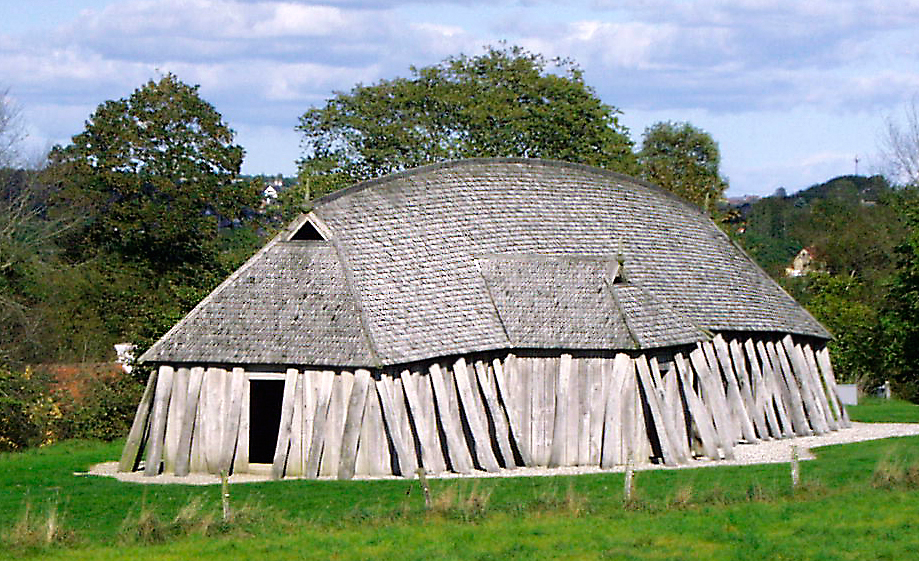
Casa reconstruida parecida a las de la época vikinga.

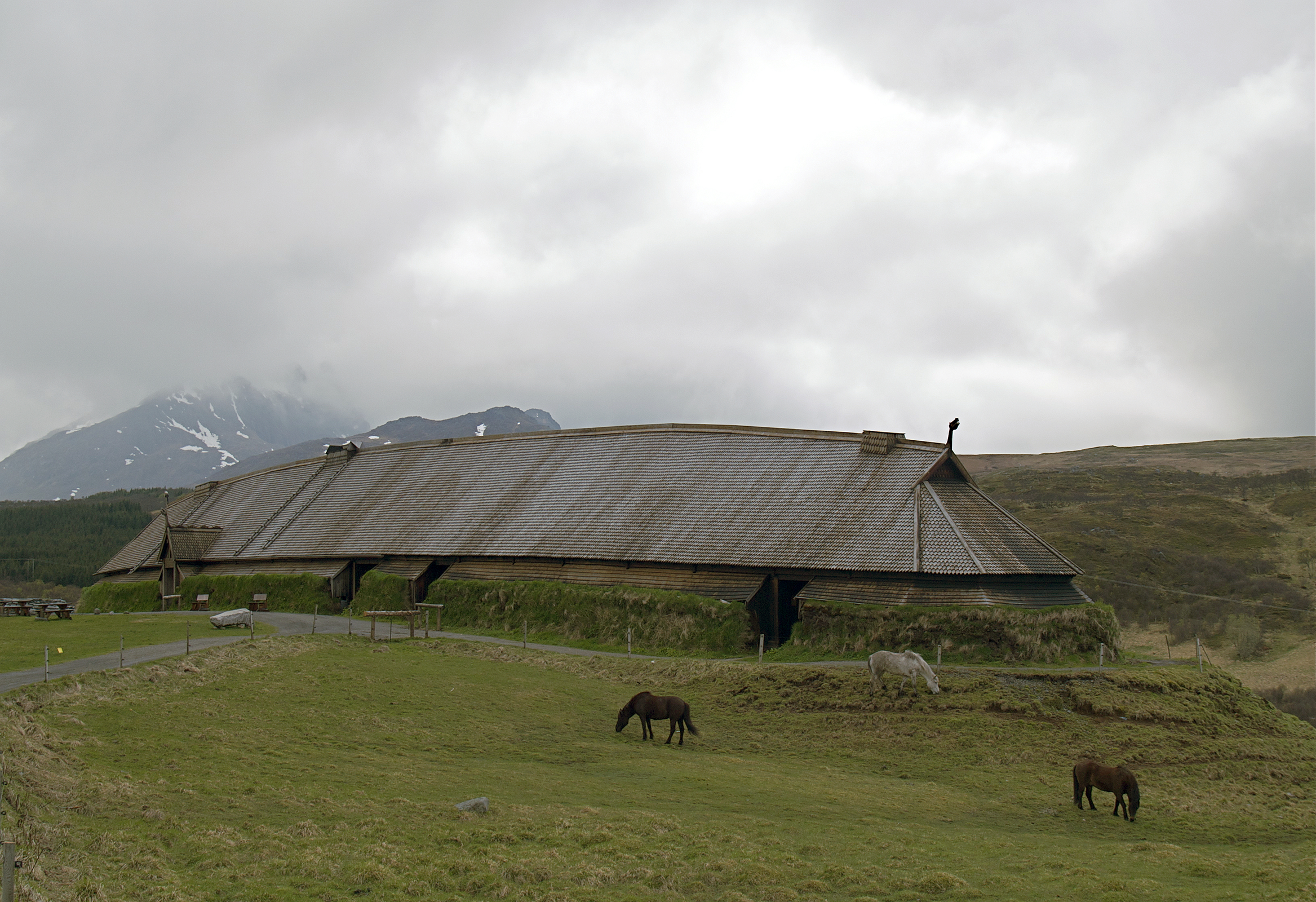
Casa comunal reconstruida de jefe vikingo en el Museo Vikingo de Lofotr en Lofoten, Noruega.

En arqueología y antropología, una casa comunal o casa larga es una edificación grande y estrecha sin habitaciones, que construyeron para habitar diversos pueblos en varias partes del mundo. Son viviendas comunitarias de uso arcaico, construidas generalmente de madera con estructuras cuyas formas se siguen utilizando hoy en día.
A menudo representan la forma más antigua de estructura permanente en muchas culturas. Existen diferentes tipos, la llamada casa comunal neolítica de Europa, la medieval casa comunal Dartmoor, en piedra, que también albergaba ganado, y varios tipos de casas construidas por diferentes culturas ganonh’sees eran casas comunales rectangulares con habitaciones, donde vivían entre cinco y veinte familias. La estructura era de varas de cedro y tenían dos puertas. Los tejados eran de corteza de abedul. Median unos seis metros de anchura, sesenta de longitud y seis metros de altura.
En España, en el yacimiento de las Camas situado en el madrileño barrio de Villaverde Bajo, se han encontrado dos estructuras correspondientes a dos grandes cabañas o casas comunales similares a las denominadas longhouses de Europa Central.
En Brasíl y Venezuela, las aldeas de los Yanomami (indígenas del Amazonas, Roraima y Venezuela) están formadas por una sola casa comunal (yano o xapono), donde viven en una gran agrupación de familias. Esta casa comunal tiene forma de anillo, con el centro abierto al cielo. Bajo este anillo cubierto de paja, cada familia tiene una sección de unos 10 metros cuadrados. Cada pareja construye su sección. El xabono tiene una sola entrada y una cerca o paliada con tres metros de altura alrededor. Al oeste del río Marauia, la cobertura es más abierta y cubre sólo los compartimentos de cada familia, y el diámetro de la gran casa es mayor (Berwick, 1992). 